# 穆什克托夫冰川
穆什克托夫冰川（英語：Mushketov Glacier）是南極洲的冰川，位於毛德皇后地的阿斯特里德公主海岸，由德國探險隊發現和拍攝空中照片，現時由南極條約體系管理。